# Thanongsak Panpipat
Thanongsak Panpipat (tiếng Thái: ทนงศักดิ์ พันพิพัฒน์, sinh ngày 3 tháng 8 năm 1979) là một cầu thủ bóng đá người Thái Lan thi đấu ở vị trí thủ môn cho câu lạc bộ Giải bóng đá Ngoại hạng Thái Lan Pattaya United.

## Danh hiệu

### Câu lạc bộ
Muangthong United
- Giải bóng đá Ngoại hạng Thái Lan (1): 2009, 2010